# Santa Terezinha de Goiás
Santa Terezinha de Goiás är en kommun i Brasilien.   Den ligger i delstaten Goiás, i den centrala delen av landet, 250 km nordväst om huvudstaden Brasília. Antalet invånare är 10 304.
Omgivningarna runt Santa Terezinha de Goiás är huvudsakligen savann. Runt Santa Terezinha de Goiás är det glesbefolkat, med 8 invånare per kvadratkilometer.